# 영암고속
영암고속(榮岩高速), 또는 화성고속(和盛高速)은 강원특별자치도 정태영과 태백시와 삼척시를 연고로 하는 시내버스 및 시외버스 회사이다. 본사는 강원특별자치도 태백시 광장로 6 (황지동)에 위치해 있고, 태백터미널을 비롯해 고한터미널과 도계터미널도 같은 계열사이다. 시내버스, 시외버스 운행에 있어 강원특별자치도 태백에서 최대 규모이며, 부산광역시, 광주광역시 등 강원특별자치도 태백시를 기점으로 하는 전국 노선을 운행하고 있다. 또한 전세버스와 강원대학교 셔틀버스도 운행한다. 전라남도 영암군과 경기도 화성시과는 연관이 없다.
1989년 9월 18일 방영 시작한 MBC 미니시리즈 드라마 천사의 선택 4회 시작 부분 장면에서 주인공 석범(문성근)이 근무지인 철암 십자 병원에 가기 위해 화성여객 (강원 5아 6157 대우 버스) 백전 현동 태백 철암 구간 운행 차량을 이용
백산역 삼각선 부근과 구문소를 지나서 철암역 입구에서 하차하는 장면이나온다.

## 주요 연혁
- 1963년 2월 9일: 영암고속주식회사 설립
- 1985년 6월 7일: 화성고속주식회사 설립

## 회사 명칭의 유래
과거 태백시를 연결하던 철도인 영암선(영주-철암. 현 영동선의 일부)에서 명칭을 따왔다.

## 주요 운행노선

### 시내버스 운행 노선
시내버스 운영은 태백시 전 지역을 비롯해 정선군, 영월군, 삼척시 일부 지역에서 운행하고 있다.
- 태백시의 시내버스
- 삼척시의 시내버스
- 정선군의 농어촌버스
- 영월군의 농어촌버스

### 시외버스 운행 노선
동서울발
- 동서울~영월(우등 28석투입)
- 동서울~고한~태백 (경기고속과 공동배차)
- 동서울~영월~고한~태백(우등 일반노선)
- 동서울~태백(완행노선 경기고속에 매각)
- 동서울~제천(우등 28석투입)

춘천발
- 춘천~고한(원주, 제천, 영월, 태백경유)(일 1회)
- 춘천~호산(강릉, 동해, 삼척, 임원 경유)(일 1회)

원주발
- 원주~안산
- 원주~인천국제공항(문막, 김포국제공항 경유,[1]
- 원주~의정부 태백출발 차량으로 경유
- 원주~고양(제천에서부터 출발) 태백출발 차량으로 경유

태백발
- 태백~성남(고한 경유)
- 태백~의정부(고한, 영월, 제천, 원주 경유)28석우등
- 태백~의정부(고한, 영월, 연당, 쌍용, 제천, 봉양, 탁사정, 신림, 원주 경유)41석 직행 (1회)
- 태백~수원(고한, 영월 경유) 28석 우등
- 태백~안산(고한, 영월 경유) 28석 우등
- 태백~고양(백석동)(고한, 영월, 제천, 원주 경유)28석 우등
- 태백~고양(백석동)(고한, 영월, 연당, 쌍용, 제천, 봉양, 탁사정, 신림, 원주 경유) 41석 직행(1회)
- 태백~김포국제공항~인천국제공항(고한, 사북, 영월, 제천 경유)[1]
- 태백~강릉(통리, 도계, 신기, 미로, 삼척 ,동해 경유)
- 태백~강릉(완)(심포리,나한정,흥전,도계,마교,늑구리,하고사리,고사리,발리,마차역,감나무골,안의리,신기,천기,상정,하정,상거노,하장입구,미로,도경,삼척,동해 경유)
- 태백~천안(고한, 제천, 오창산업단지 경유)
- 태백~광주광역시(사북, 영월, 청주, 대전복합 경유)
- 태백~부산(울진, 포항 경유, 일부시간대 고한까지 운행)
- 태백~토산삼거리(조탄, 하장 경유, 일부시간대 원동도 경유) 임계행 단축노선 토산삼거리에서 정선군 공영버스 와와버스 환승하여 임계 연계노선
- 태백~호산(통리,구사리,신리,동활,풍곡,오저,탕곡,기곡,산양(축천),노경 경유)
- 태백~봉화,안동,북대구 (직행노선) 코리아 경북단독
- 고한~태백~북대구 35번국도 코스변경로 인한 노선 변경 경북영주ic 진출입(영암고속.코리아와이드 대성.코리아와이드 진안 과 공동운행)28석 우등

## 보유 차종

#### 자일대우버스
- 자일대우 NEW BS090

#### 현대자동차
- 현대 카운티 뉴 브리즈
- 현대 그린시티
- 현대 일렉시티 타운
- 현대 뉴 프리미엄 유니버스 스페이스 럭셔리
- 현대 뉴 프리미엄 유니버스 익스프레스 프라임
- 현대 뉴 프리미엄 유니버스 익스프레스 노블
- 현대 뉴 프리미엄 유니버스 스페이스 럭셔리
- 현대 뉴 프리미엄 유니버스 프라임
- 현대 뉴 프리미엄 유니버스 노블

#### 하이거 버스
- 하이거 하이퍼스